# Sjef Hensgens
Jozef Hubertus Franciscus (Sjef) Hensgens (Wijlre, 27 januari 1948 – Herten, 19 mei 2024) was een Nederlandse middellangeafstandsloper, die zich met name had toegelegd op de 800 m. Hij veroverde op dit onderdeel drie nationale titels, was meer dan tien jaar Nederlands recordhouder en nam eenmaal, in 1972, deel aan de Olympische Spelen.

## Loopbaan
Hensgens werd drievoudig Nederlands kampioen op de 800 m en wel drie keer op rij: in 1969, 1970 en 1971. Hij nam eenmaal deel aan de Olympische Spelen, in 1972 in München, waar hij aantrad op zijn favoriete afstand de 800 m. Hij werd bij die wedstrijd vierde in de achtste serie in een tijd van 1.51,2 en was hiermee voor verdere deelname uitgeschakeld.
Hensgens was lid van de atletiekvereniging Achilles TOP uit Kerkrade. In juni 1971 liep hij op Papendal een Nederlands record op de 800 m in 1.46,4, waarmee hij de oude recordtijd 1.48,6 van Ray van Asten uit 1962 uit de boeken liep, nadat hij eerder in 1970 deze tijd al eens had weten te evenaren. Zijn record zou stand houden tot augustus 1982, toen het werd verbeterd door Rob Druppers in 1.44,2. In 2009 stond Hensgens met deze tijd nog steeds als tiende genoteerd op de Nederlandse ranglijst aller tijden van de 800 m.
Ook op de langere afstanden, met name de 5000 m, kwam Hensgens goed uit de voeten.
Sjef Hensgens werd in 1978 benoemd tot erelid van zijn vereniging Achilles TOP en in 2006 ontving hij de bronzen erespeld van deze vereniging.
Hensgens overleed op 19 mei 2024 op 76-jarige leeftijd.

## Nederlandse kampioenschappen
| onderdeel | Jaar             |
| --------- | ---------------- |
| 800 m     | 1969, 1970, 1971 |

## Persoonlijke records
| Onderdeel | Prestatie      | Datum        | Plaats   |
| --------- | -------------- | ------------ | -------- |
| 800 m     | 1.46,4 (ex-NR) | 16 juni 1971 | Papendal |
| 1500 m    | 3.46,1         | 26 juli 1972 | Papendal |

## Palmares

### 800 m
- 1968:  NK - 1.51,9
- 1969:  NK - 1.51,3
- 1970:  NK - 1.52,9
- 1971:  NK - 1.48,9
- 1971: 7e in ½ fin. EK in Helsinki - 1.50,20 (in serie 1.47,90)
- 1972:  NK - 1.49,1
- 1972: 4e in serie OS - 1.52,1